# Reisa-Nationalpark
Der Reisa-Nationalpark (norwegisch Reisa nasjonalpark, Samisch Njállaávzi nasjonalpark) ist ein norwegischer Nationalpark, der hauptsächlich im Reisadalen liegt. Er umfasst eine Fläche von 806 km², gehört zur Gemeinde Nordreisa und liegt nördlich des Polarkreises in der Provinz Troms. Der Park umfasst den oberen Teil des Reisaelva und verläuft entlang der Grenze zu Finnland. Auf finnischer Seite geht der Park in mehrere Naturschutzgebiete über. Im Osten befindet sich, bereits in der Provinz Finnmark, das Finnmarksvidda-Hochplateau. Im Westen grenzt der Reisa-Nationalpark an das 80 km² große Naturschutzgebiet Ráisduottarháldi, in welchem auch das Raisduottarhaidi-Bergmassiv liegt.
Der Park wurde 1986 gegründet, um die schöne und nahezu unberührte Berglandschaft mit ihren Tälern, der Flora und Fauna und den geologischen Gegebenheiten zu erhalten und zu schützen. Die Vegetation ist, gemessen an der Artenvielfalt, eine der üppigsten ganz Norwegens.

## Geographie, Landschaft und Geologie
Der Park liegt im Hochland des südöstlichen Teils der Provinz Troms. Der größte Fluss ist die Reisaelva, die im Park auch entspringt. Im Flusslauf der Reisaelva befindet sich der 269 Meter hohe Mollisfossen-Wasserfall, dessen Höhe des freien Falles 140 Meter beträgt. In der Nähe der Reisaelva gibt es auch zahlreiche Gletschertöpfe, welche teilweise bis zu 10 Meter tief sind. Im Allgemeinen erinnert die Landschaft des Reisa-Nationalparks stark an das Altadalen.
In den Bergen nördlich des Imofossen-Wasserfalls gibt es teilweise sehr große Canyons, in welchen man auch gut die vielen verschiedenen Gesteinsablagerungen sehen kann. In Richtung der finnischen Grenze werden die Berge flacher und die Landschaft wird dort dominiert von Heide- und Moorlandschaften.

## Flora und Fauna
Aufgrund der vielfältigen und fruchtbaren Böden, gehört die Flora zu einer der artenreichsten ganz Norwegens. Es gibt sowohl basische als auch saure Böden. Insgesamt sind im Park 525 Pflanzenarten entdeckt worden. Von 230 alpinen Pflanzen in Norwegen, findet man 193 im Reisa-Nationalpark. Die seltensten Pflanzenarten sind Blaue Himmelsleiter, Aufrechtes Läusekraut, Vierkantige Schuppenheide, Alpenarnika und Alaska Rhododendron. Nur im Elvedal kommen zudem Trisetum subalpestre, Silene involucrata, Lactuca sibirica, Lysiella oligantha und Korallenwurz vor. Lysiella oligantha ist in ganz Nordeuropa sehr selten. Die einzig größeren Vorkommen weltweit befinden sich am Baikalsee in Sibirien.
Im Nationalpark gibt es mehrere Greifvogelarten, darunter Raufußbussard, Steinadler, Sperbereule, Turmfalke und Gerfalke. Manchmal sieht man auch Seeadler im Park. Insgesamt leben rund 140 Vogelarten im Park, darunter auch die eher selteneren Stern- und Prachttaucher, sowie Waldsaatgans, Zwerggans und Singschwan.
Die größten Säugetiere sind Vielfraß, Luchs und Polarfuchs. Der samische Name des Nationalparks bedeutet Polarfuchsschlucht-Nationalpark (njalla = Polarfuchs). Der Bestand der Polarfüchse ist im Park jedoch rückläufig. Als seltener Besucher kommen ab und zu auch Braunbären.

## Kulturerbe
Im und rund um den Nationalpark leben drei größere ethnische Gruppen, die Samen, Kvenen und Norweger. Alle Gruppen leben seit vielen Jahrhunderten dort, die Samen mindestens seit dem 16. Jahrhundert. Der Kvenischen Kultur ist eine Ausstellung im Halti Nationalparkzentrum gewidmet.
Bis ins 19. Jahrhundert waren die wichtigsten Industriezweige der Region das Holzfällen und Teerbrennen. An einigen Orten sieht man noch Reste der ehemaligen Anlagen zu Teergewinnung.

## Tourismus und Verwaltung
Im Park gibt es einige unbewirtschaftete Hütten, wie die Nedrefosshytta, welche vom Norwegischen Wanderverein betrieben wird und an der Nordkalottruta liegt. Im Osten des Parks gibt es auch noch eine Hütte am Ráisjávri See.
Vor allem der untere Teil der Reisaelva eignet sich zum Angeln, da dort große Vorkommen von Lachs (zur Laichzeit), Groppe, Meerforelle und Saibling anzutreffen sind. Für das Angeln und Jagen sind jedoch Lizenzen nötig.

## Bilder

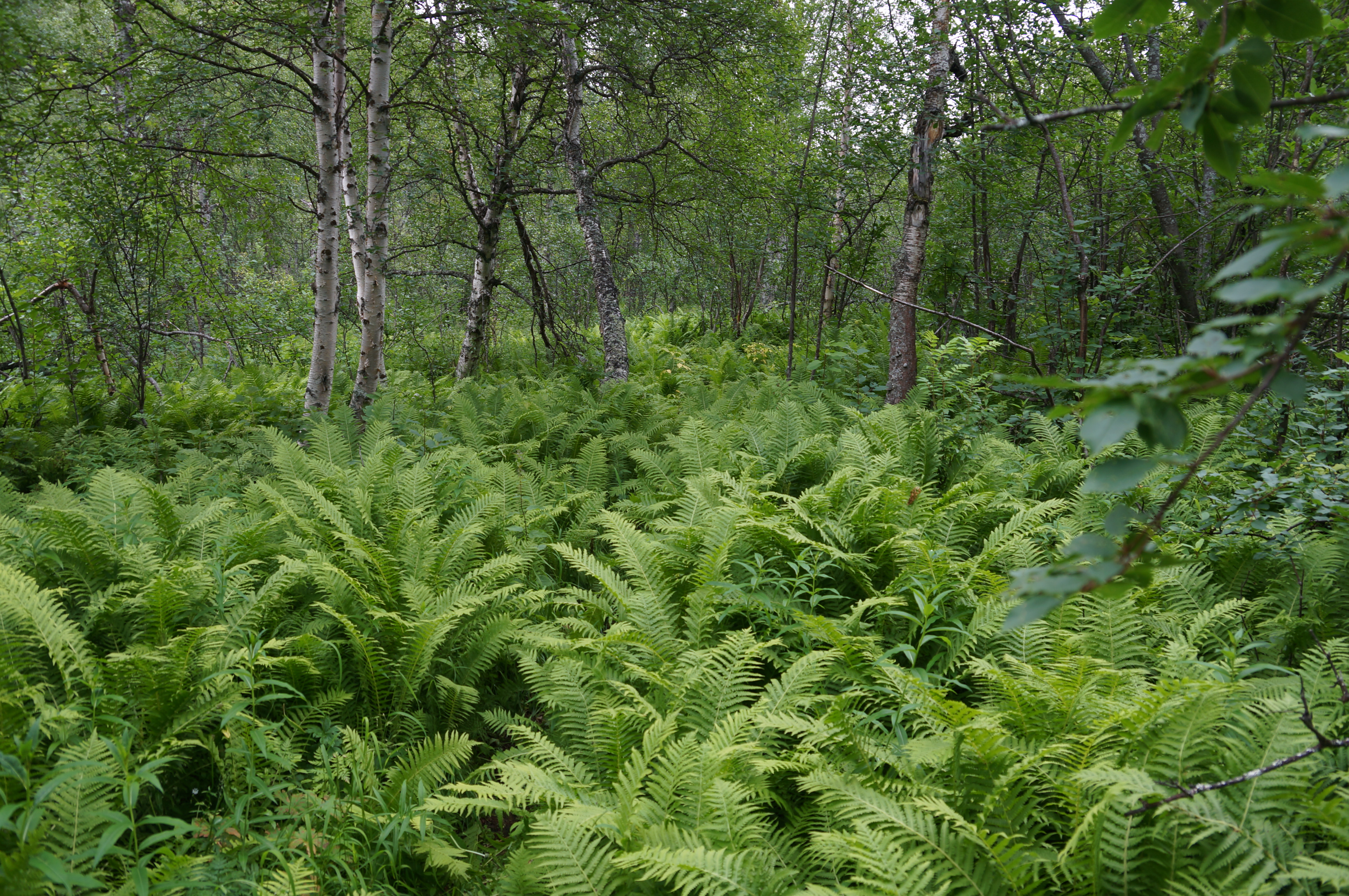
Typischer Bewuchs im unteren Bereich des Tales
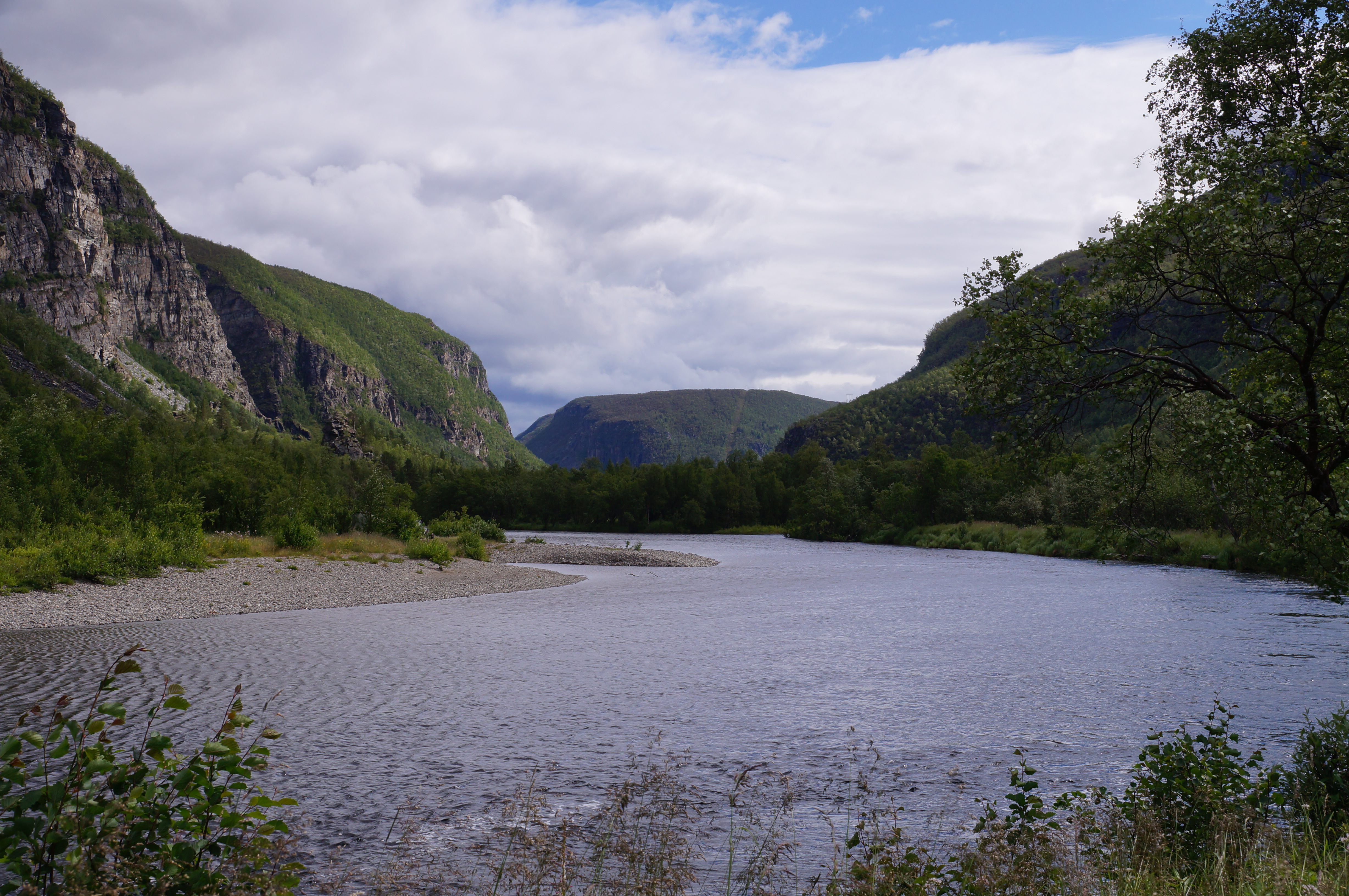
Im mittleren Talbereich
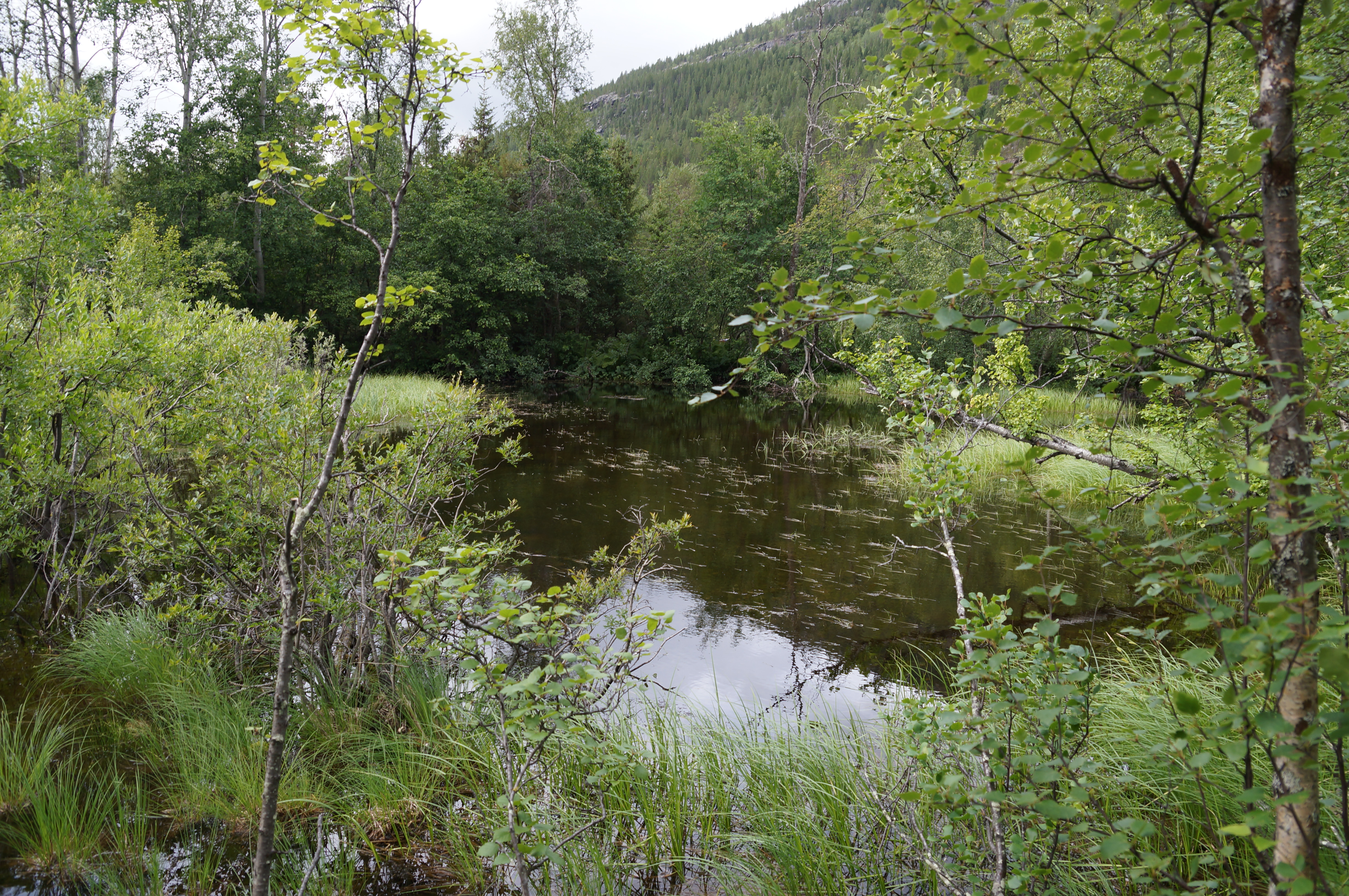
Uferbereich mit dichtem Bewuchs
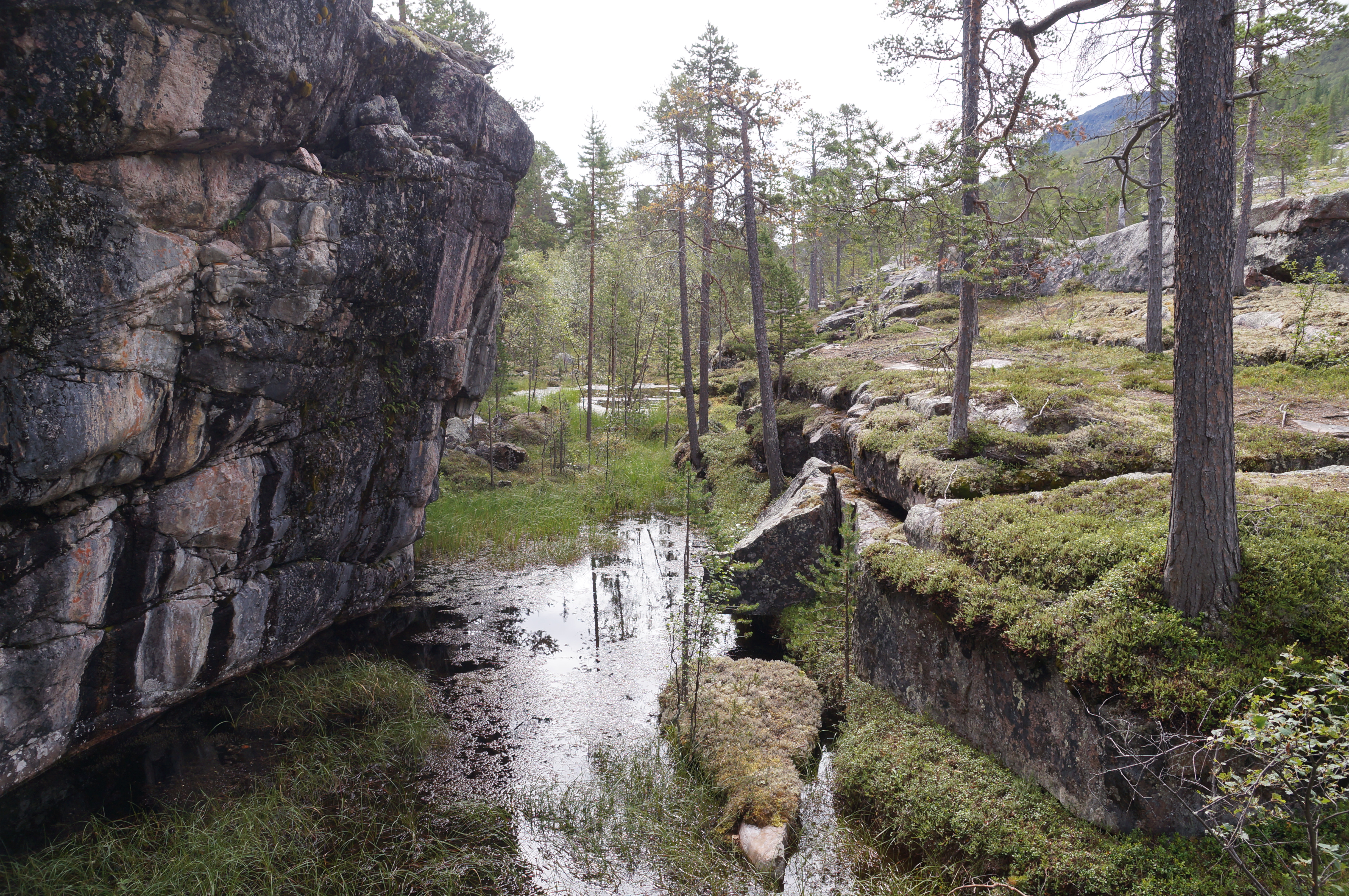
In der Umgebung des Imofossen
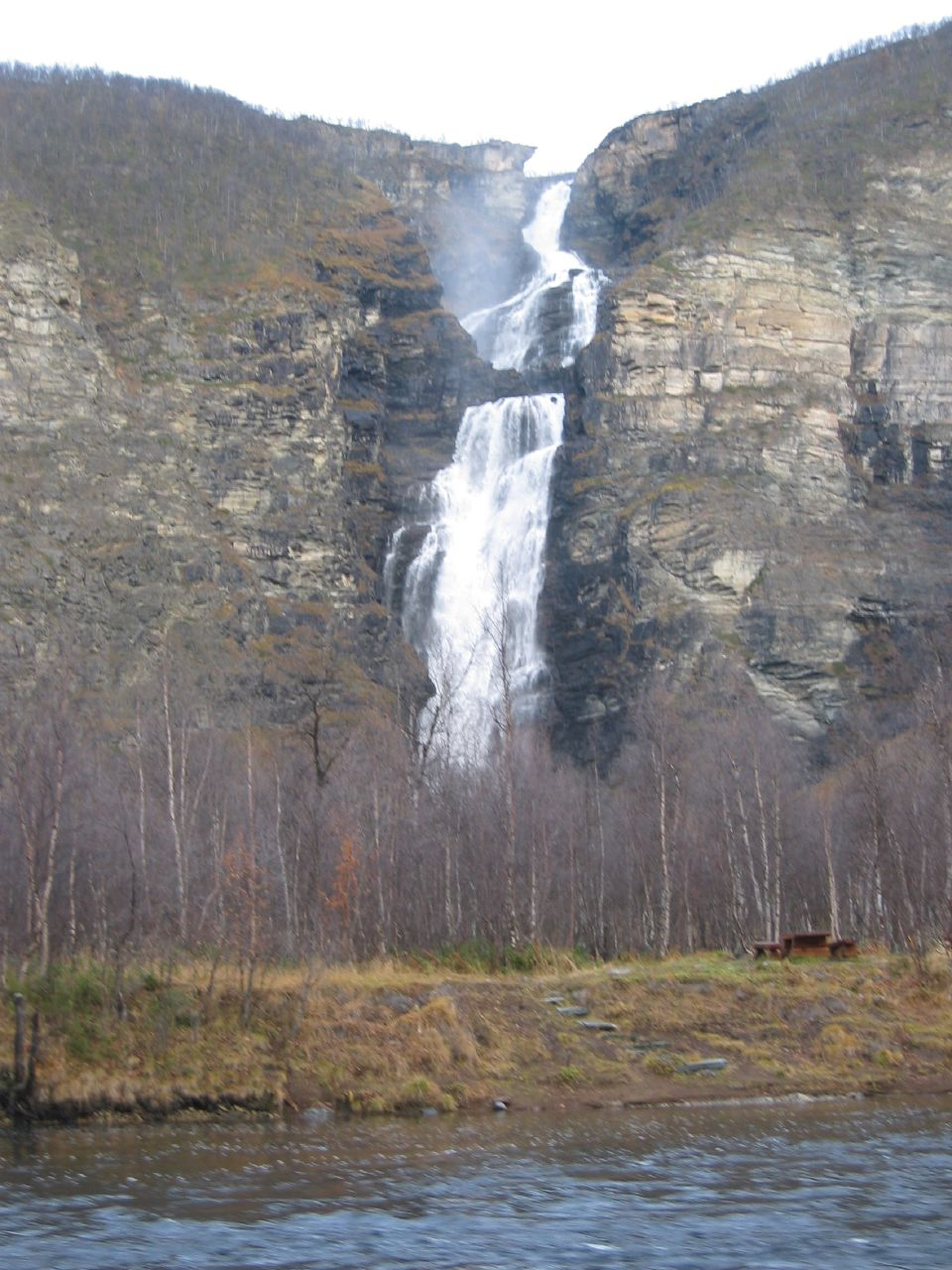
Der Mollisfossen-Wasserfall